# Německé prezidentské volby 1925
Německé prezidentské volby roku 1925 se konaly 26. března (první kolo) a 26. dubna (druhé kolo). Šlo o první přímou volbu prezidenta Výmarské republiky a vůbec první přímou volbu hlavy státu v německé historii. První kolo vítěze nepřineslo, a tak došlo na kolo druhé. V něm kandidát pravicových kruhů a monarchistů Hindenburg těsně porazil kandidáta republikánů Marxe podporovaného sociálními demokraty. Nově zvolený prezident bývalý polní maršál Paul von Hindenburg se ujal funkce 12. května 1925.

## Úřad a volební systém
Funkce prezidenta Výmarské republiky byla podle tehdejší ústavy obdařena mnoha důležitými pravomocemi. Prezident měl právo rozpustit říšský sněm, jmenovat i odvolat kancléře a byl nejvyšším velitelem armády. Pomocí článku 48 mohl zasahovat do legislativy a pomocí nouzových výnosů vydávat zákony bez schválení sněmu. Funkce byla volena na sedm let s možností znovuzvolení. Prvním prezidentem Výmarské republiky se stal sociální demokrat Friedrich Ebert, který byl v únoru 1919 ještě zvolen národním shromážděním. Prezidentské volby z roku 1925 se zapsaly do historie jako první demokratické volby německé hlavy státu.
Friedrich Ebert zemřel 28. února 1925 v úřadu a podle ústavy měly přejít prezidentské pravomoci do rukou tehdejšího kancléře Luthera. Proti zdvojení pravomocí ale hlasitě zaprotestovali sociální demokraté. Nakonec byl schválen v březnu 1925 nový zákon o zástupci říšského prezidenta a jmenován předseda říšského soudu Walter Simons, který dočasně zastával nejvyšší státní úřad.
Ústava Výmarské republiky zavedla modifikovaný dvoukolový systém. Pokud by žádný kandidát nezískal v prvním kole nadpoloviční většinu hlasů (tj. absolutní většinu), konalo by se druhé kolo, ve kterém bude zvolen kandidát s největším počtem hlasů (tj. relativní většinou). Bylo povoleno, aby strana ve druhém kole nominovala zcela nového kandidáta. Dolní věková hranice byla 35 let.

## První kolo

### Příprava před prvním kolem
Volby se konaly již v době, kdy Německo dosáhlo relativního společenského klidu a politického řádu. Mladá republika úspěšně přestála pravicový Kappův puč, období hyperinflace, okupaci Porúří, komunistické pokusy o povstání v Durynsku a Sasku a četné politické vraždy. Stabilita byla ale pouze iluzivní. Německé vlády jen těžce hledaly ve sněmu většinu pro prosazení nutných reforem a jejich živostnost byla relativně krátká. Krajní pravice i levice byly sice oslabené, ale nikoliv zcela vymýcené.

#### Kandidáti

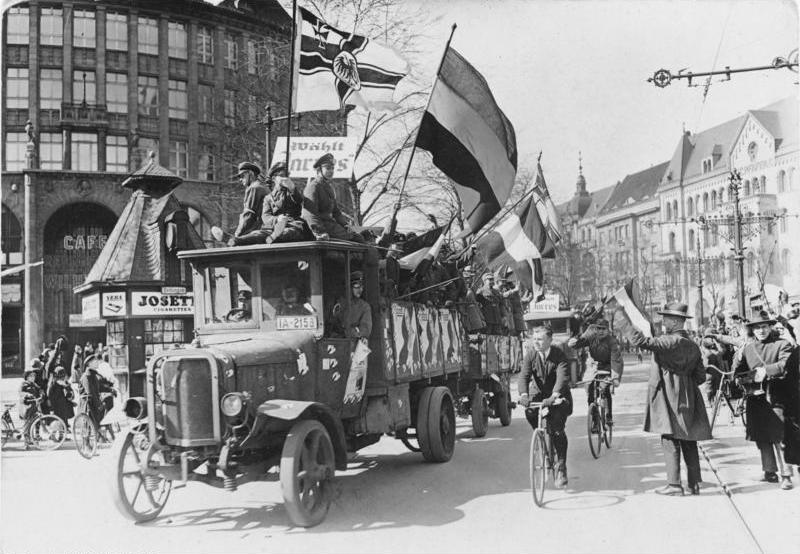
Volební kampaň podporující Karla Jarrese

Z počátku uvažovaly demokratické strany o jednom společném kandidátovi. Při jednáních mezi SPD, DDP, Centrem a DVP se jako možný společný kandidát jevil ministr obrany Otto Geßler z DDP. Razantně proti se ale postavil ministr zahraničí Gustav Stresemann, který se obával reakce Francie. Podle Stresemanna by bylo zvolení ministra obrany do čela státu zahraničními kruhy bráno jako předání vlády armádě. Dalším kandidátem byl zastupující prezident Walter Simons, ale nedostal podporu od Centra ani SPD. Proběhlo ještě několik dalších personálních návrhů, ale žádný z nich neuspěl. Každá strana nakonec do prvního kola postavila svého vlastního kandidáta.
Lidovci vybrali jako svého kandidáta starostu Duisburgu a bývalého ministra vnitra (1923—1924) Karla Jarrese. Na jeho podporu spojili síly s nacionalisty a členy Hospodářské strany a vytvořili tzv. Říšský blok. Členové bloku doufali, že vítězství pravicového buržoazního kandidáta povede k restrukturalizaci státu konzervativním směrem. Sociální demokraté chtěli zpočátku nanominovat dlouholetého předsedu říšského sněmu Paula Löbeho. Ten ale viděl svou roli ve sněmu a kandidaturu odmítl. Dalším kandidátem byl Otto Braun, ministerský předseda Pruska. Braun se taktéž zdráhal nominaci přijmout. Jednak nechtěl přijít o vybudované pozice v rámci pruské správy a sám očekával, že sociální demokraté tyto volby nevyhrají. Po velkém tlaku ze strany vedení ale nakonec nominaci přijal. Němečtí demokraté vybrali prezidenta Bádenska Willyho Hellpacha a katolíci z Centra poslali do voleb svého předsedu a bývalého kancléře (1923–1925) Wilhelma Marxe. Bavorského premiéra Heinricha Helda nominovala Bavorská lidová strana. Co se týče protirepublikových stran, tak komunisté poslali do voleb v té době ještě nepříliš známého Ernsta Thälmanna. Krajní pravice se buď přiklonila k Jarresovi nebo podporovala hrdinu první světové války generála Ericha Ludendorffa. Mezi jeho podporovatele se řadili i nacisté, kteří těsně před volbami opětovně založili NSDAP.
Vzhledem k velkému počtu kandidátů a potřebě absolutní většiny k vítězství (více něž 50% hlasů) se neočekávalo, že k rozhodnutí dojde hned v prvním kole. Spíše bylo cílem ukázat voličskou sílu stran a poskytnout jim dobré vyjednávací pozice pro druhé kolo.

### Výsledky prvního kola

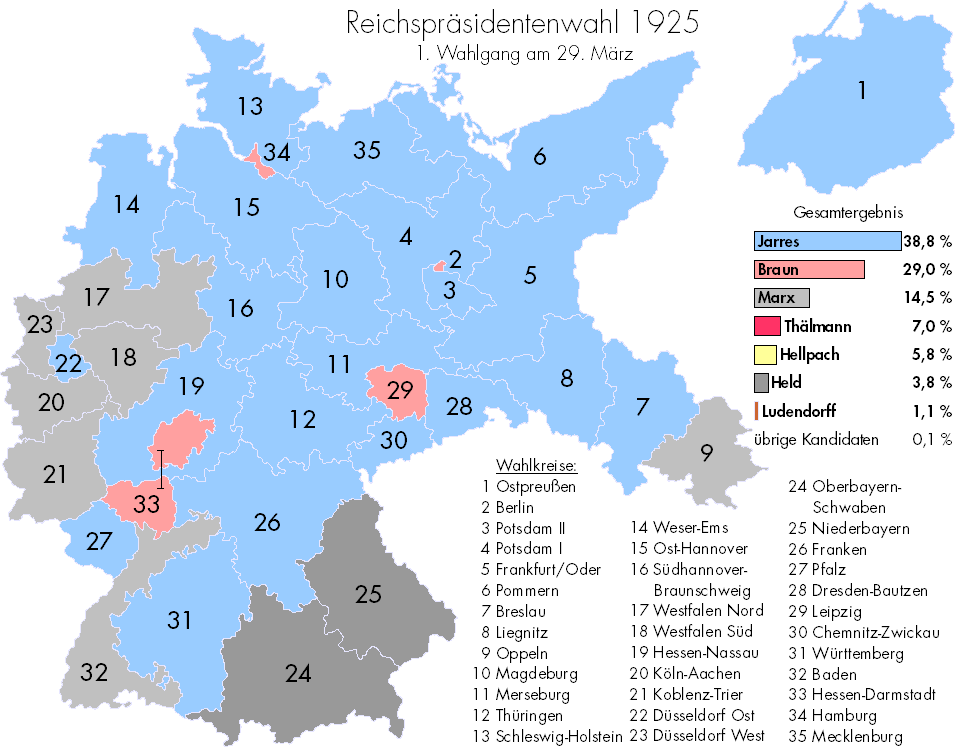
Výsledky v jednotlivých volebních obvodech (německy)

Hlavní dva výstupy z prvního kola byly následující: nikdo z kandidátů nedosáhl na absolutní většinu a volební potenciály hlavních politických stran se nikterak nezměnily v porovnání s výsledky voleb do říšského směnu z prosince 1924. První kolo vyhrál kandidát pravice Jarres s téměř 40 % hlasů a následoval ho sociální demokrat Braun s necelými 30 % hlasů. Oba kandidáti naplno využili voličského potenciálu svých stran, které také uspěly ve volbách před čtyřmi měsíci. Hellpach a Marx nedosáhli zcela stejných hodnot jako jejich strany ve volbách do sněmu, ale jejich ztráty nebyly nikterak dramatické. Na druhé straně kromě zástupce Bavorska Helda propadli i kandidáti radikálů. Komunista Thälmann zůstal 800 tisíc hlasů a generál Ludendorff 600 tisíc hlasů za potenciálem svých stran.
Jarres zvítězil na převážně evangelickém severu země a s přehledem ovládl i volební obvody na východ od Labe, kde měli nacionalisté po válce silné pozice. Nejsilnější mandáty získal právě v Pomořansku (63,9 %) a ve Východním Prusku (58,4 %). Braun (SPD) těžil z podpory dělnictva a jeho voliči se koncentrovali ve velkých městech. Dokázal dokonce porazit Jarrese v Berlíně (36,5 %), Lipsku (41,2 %) a Hamburku (37,0 %). Jih a západ země patřil kandidátům katolických stran. Marx (Z) uspěl ve většině Porýní, v Bádensku a Dolním Slezsku a Held (BVP) podle očekávání ovládl Bavorsko. Žádný jiný kandidát nedokázal ovládnout volební okrsek. Hellpach (DDP) dosáhl nejlepšího výsledku v Postupimi (13,4 %). Komunista Thälmann dokázal získat v Merseburgu přes 20 % hlasů a uspěl i v Berlíně (16,6 %), ale v mnoha jiných obvodech si nepřipsal ani 3 %. Ludendorff (DVFP) s nejlepším výsledkem 4 % z Horního Bavorska za zbývajícími kandidáty výrazně zaostal.

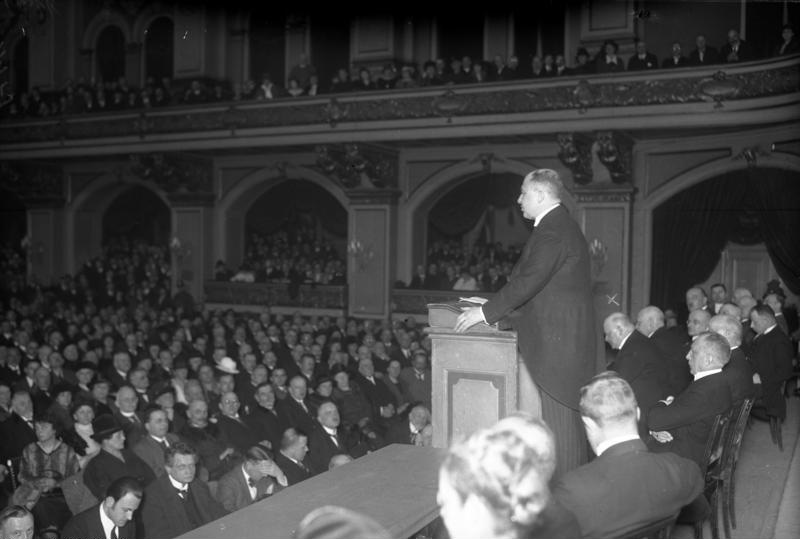
Jarres přednáší svoji první předvolební řeč v Berlínské filharmonii, za ním označen křížkem ministr zahraničí Stresemann

| Kandidát              | Kandidát              | Strana                | Hlasy      | %     |
| --------------------- | --------------------- | --------------------- | ---------- | ----- |
|                       | Karl Jarres           | DVP                   | 10 416 658 | 38,77 |
|                       | Otto Braun            | SPD                   | 7 802 497  | 29,04 |
|                       | Wilhelm Marx          | Centrum (Z)           | 3 887 734  | 14,47 |
|                       | Ernst Thälmann        | KPD                   | 1 871 815  | 6,97  |
|                       | Willy Hellpach        | DDP                   | 1 568 398  | 5,84  |
|                       | Heinrich Held         | BVP                   | 1 007 450  | 3,75  |
|                       | Erich Ludendorff      | NSFP                  | 285 793    | 1,06  |
|                       | Ostatní kandidáti     | –                     | 25 761     | 0,10  |
| Celkem                | Celkem                | Celkem                | 26 866 106 | 100   |
| Platné hlasy          | Platné hlasy          | Platné hlasy          | 26 866 106 | 99,44 |
| Neplatné hlay         | Neplatné hlay         | Neplatné hlay         | 150 654    | 0,56  |
| Celkem hlasů          | Celkem hlasů          | Celkem hlasů          | 27 016 760 | 100   |
| Registrovaných voličů | Registrovaných voličů | Registrovaných voličů | 39 226 138 | 68,87 |

## Druhé kolo

#### Kandidát za Lidový blok

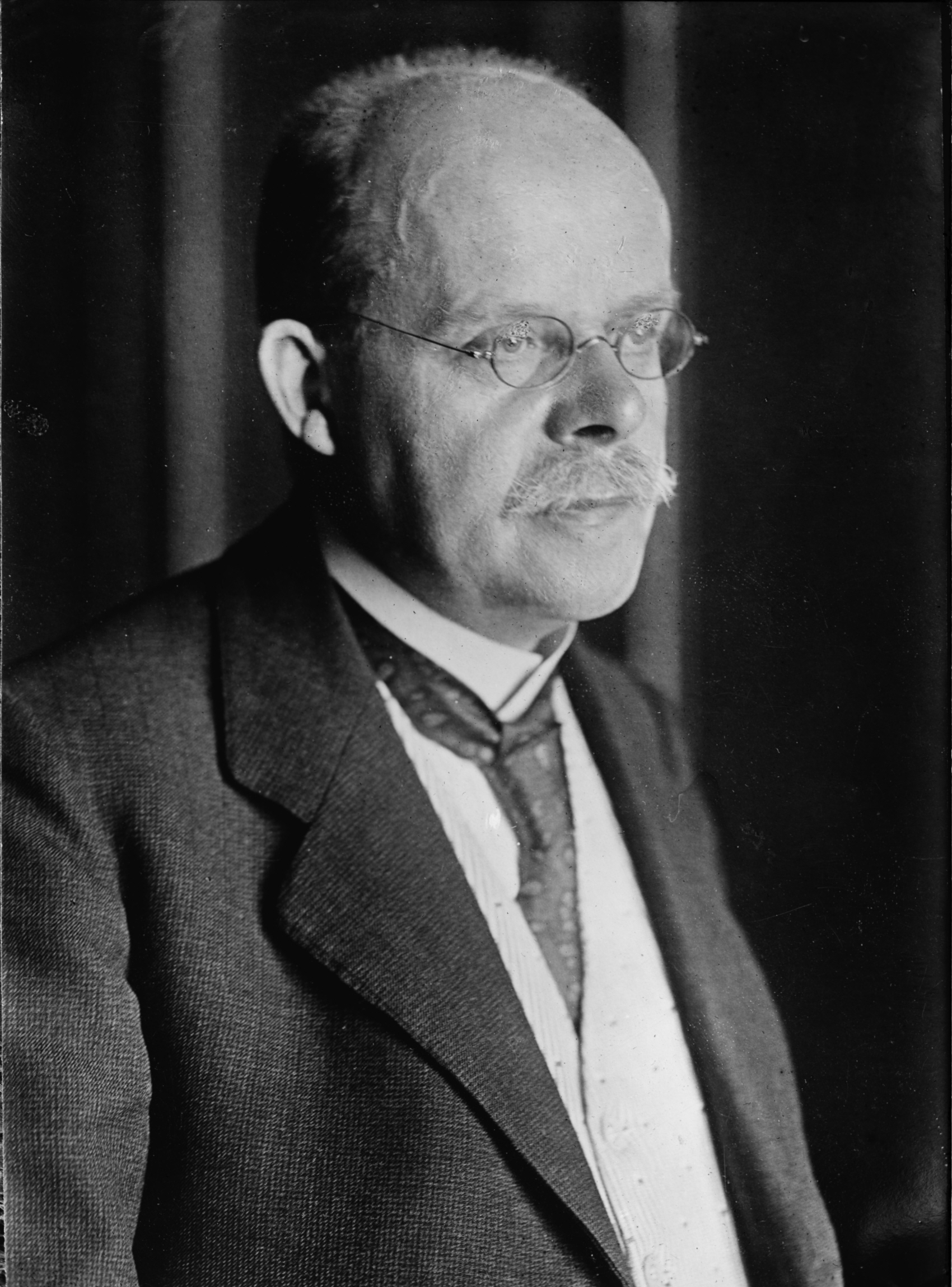
Wilhelm Marx

Jelikož na vítězství v druhém kole již nebyla potřeba absolutní většina (více než 50% hlasů), ale pouze relativní většina (kandidát s největším počtem hlasů vyhrává), tak bylo důležité, aby se demokratické strany tzv. Výmarské koalice (SPD, DDP a Z) dohodli na společném kandidátovi. Uskupení těchto stran si začalo říkat Lidový blok (německy Volksblock). Výsledkově si nejlépe vedl prvním kole sociální demokrat Braun. Na druhou stranu všechny předchozí dvoukolové volby ukázaly, že voliči buržoazních stan v druhém kole z principu nevolí sociální demokraty. Mnohem nadějnější se jevila nominace Wilhelma Marxe, který byl v prvním kole třetí a pro buržoazní volice nebyl nikterak silně spojovaný s dělnickým hnutím. Lidový blok očekával, že levicoví voliči se přikloní k jejich kandidátovi, jelikož jeho protikandidát bude pocházet z bohatých pravicových kruhů a pro dělnickou třídu bude zcela nepřijatelný. Nakonec došlo k politické dohodě mezi sociálními demokraty a katolíky z Centra. Sociální demokraté slíbili podpořit Marxe v prezidentských volbách a Centrum na oplátku dopomohlo Braunovi k znovu zvolení do čela pruské vlády. Němečtí demokraté nakonec taktéž stáhli svého kandidáta a vyslovili se pro Marxe. Dne 3 . dubna 1925 byl Braun zvolen ministerským předsedou Pruska a ve stejný den oznámil Lidový blok Marxe jako svého kandidáta na prezidenta.

#### Kandidát za Říšský blok

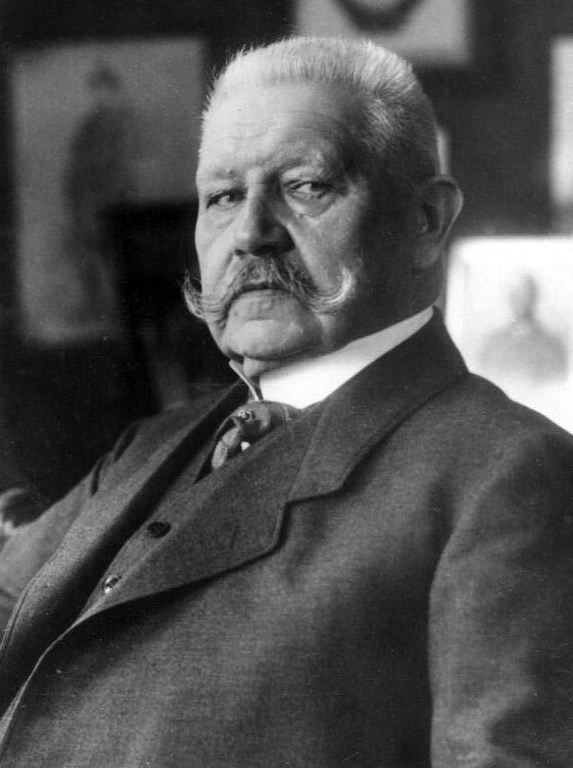
Paul von Hindenburg

Pravicovým stranám sdruženým do Říšského bloku (německy: Reichsblock) bylo jasné, že Jarres v druhém kole nemá proti Marxovi šanci. Bylo potřeba najít kandidáta, který bude atraktivní nejen pro pravicové konzervativní voliče, ale i pro politický střed. Diskutovalo se o různých osobách jako o některých členech sesazené císařské rodiny Hohenzollernů, o Hansi von Seecktovi šéfu vojenského velení Reichswehru a i o průmyslnících Gustavu Kruppovi či Fritzi Thyssenovi. Nakonec došlo na maršála Paula von Hindenburga, který splňoval všechny předpoklady. Byl to monarchista oblíbený v konzervativních kruzích a díky svým úspěchům v první světové válce se těšil širokému respektu. Sedmasedmdesátiletý Hindenburg ale nebyl z nápadu příliš nadšený. Nechtěl se nechat zatáhnout do kolotoče volební kampaně, stranických vyjednávání a politických intrik. Svoje ne zdůvodnil svým zdravotním stavem. Podvolil se až 6. dubna, kdy ho navštívil admirál Tirpitz. Podal bývalému maršálovi kandidaturu jako jeho národní povinnost a vysvětlil mu, že nikoliv politické strany, kterými bývalý polní maršál opovrhoval, ale vlast volá jeho jako vojáka do voleb.
O kandidaturu Hindenburga se zasloužili především nacionalisté z DNVP podporovaní junkery (šlechtici a velkostatkáři z východních oblastí za Labem), kteří doufali, že z Hindenburga bude prezident, který jim bude naslouchat a bude snadné s ním manipulovat. I nacisté se postavili za bývalého maršála, takže generál Ludendorff svoji kandidaturu v druhém kole stáhl. Naopak DVP a průmyslníci dlouho prosazovali Jarrese, který by otevřený přání průmyslu, zatímco Hindenburg se jim jevil jako zastánce zemědělských a vojenských kruhů. Když ale Jarres po zprávách o Hindenburgově kandidatuře svou vlastní stáhl, k maršálově podpoře se neochotně přidali i průmyslníci stejně jako DVP. Především předsedovi DVP a úřadujícímu ministru zahraničí Stresemannovi dělala Hindenburgova kandidatura vrásky na čele. Jako v případě Geßlera v prvním kole, tak i v případě Hindenburga se obával, že by si zahraničí vyložilo jeho zvolení jako znamení revanšismu, militarismu a pokusu o obnovení monarchie. Zahraniční země reagovaly tak, jak se Stresemann obával. Negativní reakce v tisku v USA, Francii a Velké Británii byly tak silné, že se kancléř Luther pokusil Hindenburgově kandidatuře zabránit. Požádal zastupujícího říšského prezidenta Simonse, aby kandidoval ve druhém kole, pokud se mu podaří přesvědčit Marxe i Hindenburga, aby se vzdali své kandidatury. Simons odmítl, protože předpokládal, že Hindenburg se bude držet svého rozhodnutí bude chtít kandidovat.

###### Pozice BVP a komunistů

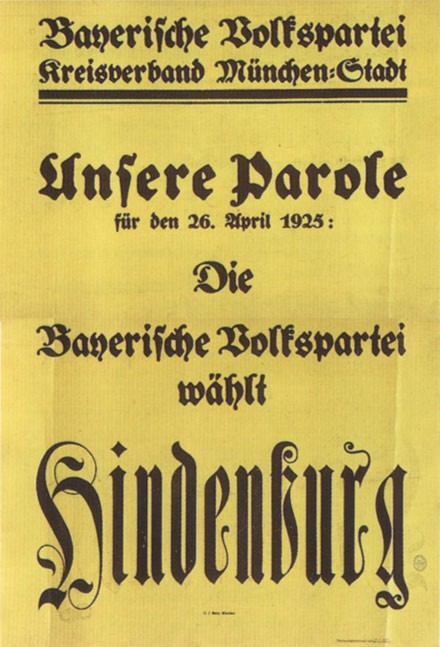
Plákat BVP vyzývající k volbě Hindenburga

Potvrzená Hindenburgova kandidatura vyvolala v táboře Lidového bloku oprávněné obavy. Bývalý maršál byl velmi populární a respektovaná osoba po celém Německu a reálně hrozilo, že mnozí nevyhranění voliči budou raději volit válečného hrdinu Hindenburga než politika Marxe. Dalším velkým problémem se stal postoj Bavorské lidové strany (BVP), která byla mezi válkami dominantní politickou silou v katolickém Bavorsku. Jejího kandidáta volilo v prvním kole na milión Němců a vedení BVP k nelibosti Lidového bloku nedoporučilo volit katolíka Marxe, ale spíše se přiklánělo k Hindenburgovi, ačkoliv byl evangelík. Pro Bavory byl Marx příliš vystaven vlivu sociálních demokratů a po zkušenostech s rudým terorem z roku 1919 (více: Bavorská republika rad) se bavorští představitelé vymezovali proti jakékoliv spolupráci s levicí. Další ztráty v katolickém elektorátu si mohlo způsobil samo Centrum. Její pravicové křídlo reprezentované Franzem von Papenem šířilo názor, že strana není schopná dělat kvalitní pravicovou politiku, pokud do čela státu dosadí člena Centra za podpory miliónů socialistických hlasů.
Pro Lidový blok nebylo snadné vykompenzovat ztrátu konzervativních středových voličů a bavorských katolíků, protože se komunisté rozhodli do druhého kola voleb opět poslat Thälmanna. Přestože neměl šanci na vítězství a navzdory doporučení výkonného výboru Komunistické internacionály rozhodlo vedení KPD o jeho kandidatuře 11. dubna 1925. Komunisté věděli, že svým rozhodnutím nepřímo podpoří Hindenburga. Jednalo se jen o další příklad nelítostného soupeření mezi KDP a SPD, která trvala od krvavého potlačení povstání spartakovců v lednu 1919.

### Předvolební kampaň

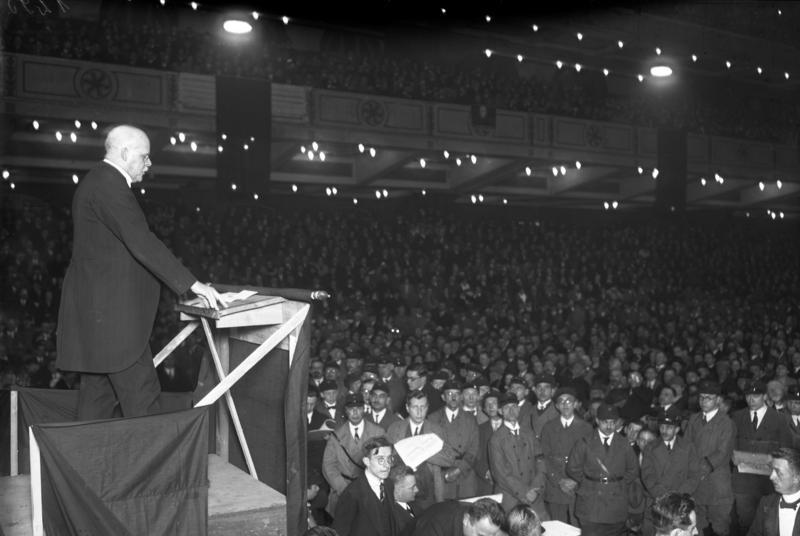
Marx při kampani ve Sportovním paláci v Berlíně

Na kampaň před druhým kolem voleb byl velice omezený čas, jelikož druhé kolo se konalo necelý měsíc po kole prvním. Samotná kampaň byla velmi polarizovaná a odrážela hluboké politické rozdíly ve společnosti Výmarské republiky.

###### Kampaň Lidového bloku
Lidový blok se zaměřil na vykreslení Marxe jako muže nových pořádků, ochránce republiky, obránce demokracie a Výmarské ústavy. Volbou jejich kandidáta se měla ochránit republika proti monarchisty a zachovat vybojované sociální jistoty, které republika přinesla. Sociální demokraté zdůrazňovali svým přívržencům, že podporují pouze Marxe jako osobu a ne spolupráci s katolíky na politické úrovni. Hindenburg byl vykreslen jako věrný poddaný sesazeného císaře Viléma II., ohrožení pro mír a cesta k nové vlně inflace. Kampaň podporovala obavy ze znovunastolení monarchie či vojenské diktatury, politické izolace a budoucího pnutí mezi Německem a Francií.

###### Kampaň Říšského bloku
Naopak Říšský blok popsal Marxe jako vězně sociální demokracie, která zaprodává Německo. Kampaň prezentovala Hindenburga jako ztělesnění starých pořádků, stability, autority a jako zastánce národních zájmů. Zdůrazňovala jeho nadstranický charakter (Hindenburg kandidoval jako nestraník). Obavy z války a německé izolace se pokusil rozptýlit sám Hindenburg v rádiovém vysílání. Prohlásil, že udělá vše pro to, aby udržel nové hrozby války na uzdě.

###### Kampaň komunistů
KPD vedla kampaň proti oběma hlavním kandidátům. Apelovala na dělnickou třídu a volala po revolučním překonání kapitalistického systému.

### Výsledky druhého kola

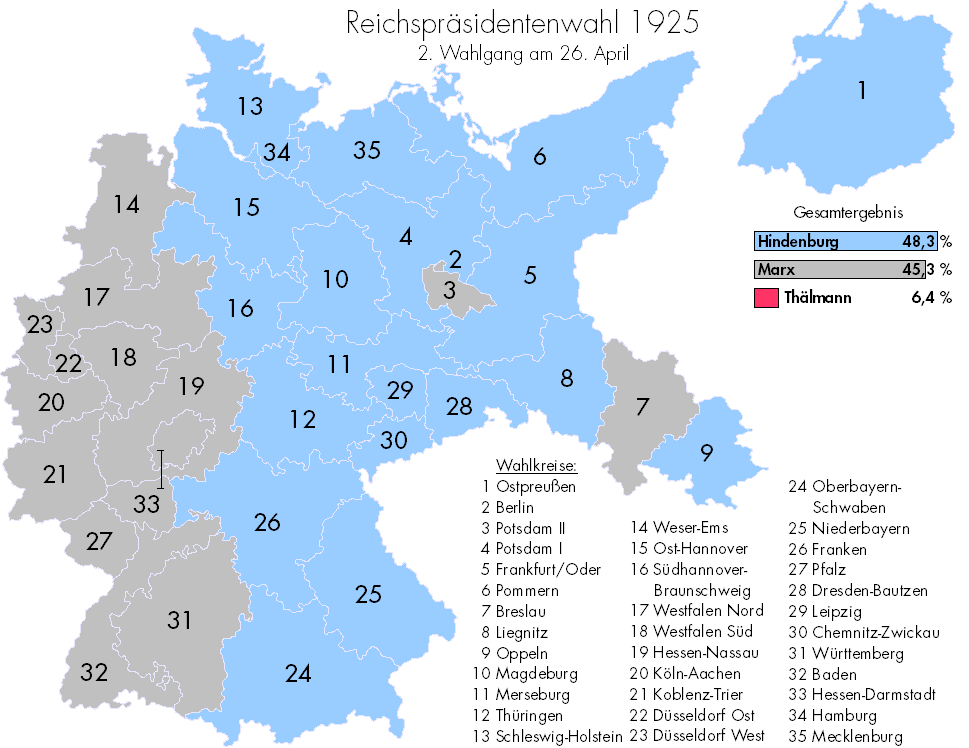
Výsedky druhého kola podle volebních okrsků

Těsné druhé kolo nakonec vyhrál kandidát za Říšský blok Paul von Hindenburg s 48,5% hlasů a náskokem 3% nad kandidátem Lidového bloku Wilhelmem Marxem. Druhé kolo zmobilizovalo více voličů než to první a volební účast vzrostla o 8,7% na 77,6%. Marx překonal počtem hlasů součet hlasů prorepublikových kandidátů z prvního kola (Braun, Hellpach a sám Marx) téměř o půl milionu. Hindenburg ale získal téměř o tři miliony hlasů více než všichni pravicoví kandidáti v prvním kole (Jarres, Held a Ludendorff). Komunistovi Thälmannovi se podařilo získat o 60 tisíc hlasů více, ale s celkovým ziskem 6,4% zůstal daleko za kandidáty obou politických bloků.
Jako v prvním kole Jarresovi, tak i Hindenburgovi se podařilo zvítězit v evangelické části země, tj. na severu a východě země. Marx podle očekávání získal všechny katolické volební okrsky na západě země a katolickou část Slezska. Jako zcela rozhodující pro výsledek voleb se ukázalo rozhodnutí BVP podpořit Hindenburga. Kandidát Říšského bloku vyhrál ve všech třech bavorských okrscích a získal zde o téměř 700 tisíc hlasů víc než Marx (celková rozdíl na konci voleb činil 900 hlasů). Další ztráty měl Lidový blok v silně levicovém Sasku, kde dal značný počet antiklerikálních voličů SPD přednost Thälmannovi nebo Hindenburgovi před Marxem. Velké množství protikatolických liberálů ve Württembersku ho také odmítlo volit a hlasovalo pro kandidáta Říšského bloku. Nejlepších výsledků dosáhl Hindenburg v oblastech na východ od Labe, a to v Pomořansku (71,7%) a Východním Prusku (66,9%), a v Horním a Dolním Bavorsku (65,4% respektive 68,0%). Marx měl nejsilnější podporu v okrscích Kolín-Cáchy (71,9%), Koblenec-Trevír (66,8%) a v Bádensku (60,4%). Thälmann získal nejvíce hlasů v Merseburgu (19,6%) a v okrsku Saská Kamenice-Cvikov (15,2%).
Sám Hindenburg přijel do Berlína 11. května 1925, kde na něho čekaly tisíce jeho stoupenců. Následujícího dne přísahal v říšském sněmu věrnost Výmarské ústavě. Sám se předtím svěřil svým přátelům, že ústavu četl poprvé a že si nemyslí, že by byla tak špatná. Při čtení ústavy pracoval s barevnými značkami, které mu byly známé z doby jeho kariéry v armádě. Modrou barvou označil místa, která se týkala říšského prezidenta. Pasáže odkazující na říšskou vládu nebo říšský sněm označil červeným perem, které v armádě vždy označovalo nepřátelskou stranu.

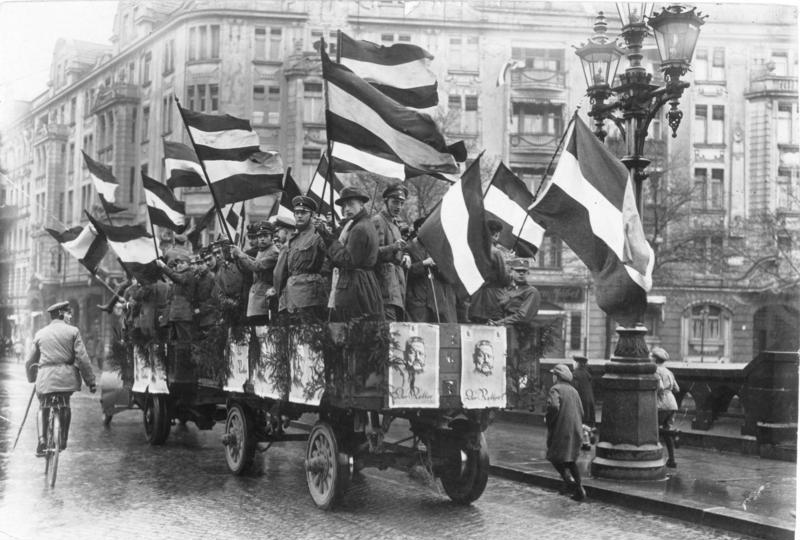
Podporovatelé Hindenburga v Berlíně

| Kandidát              | Kandidát              | Strana                | Hlasy      | %     |
| --------------------- | --------------------- | --------------------- | ---------- | ----- |
|                       | Paul von Hindenburg   | nezávislý             | 14 655 641 | 48,29 |
|                       | Wilhelm Marx          | Centrum (Z)           | 13 751 605 | 45,31 |
|                       | Ernst Thälmann        | KPD                   | 1 931 151  | 6,36  |
|                       | Ostatní kandidáti     | -                     | 13 416     | 0,04  |
| Celkem                | Celkem                | Celkem                | 30 351 813 | 100   |
| Platné hlasy          | Platné hlasy          | Platné hlasy          | 30 351 813 | 99,29 |
| Neplatné hlay         | Neplatné hlay         | Neplatné hlay         | 216 061    | 0,71  |
| Celkem hlasů          | Celkem hlasů          | Celkem hlasů          | 30 567 874 | 100   |
| Registrovaných voličů | Registrovaných voličů | Registrovaných voličů | 39 414 316 | 77,56 |

### Povolební komentáře

#### Komunisté
Komunistické noviny Rote Fahne (německy Rudá vlajka) prohlásily výsledek prezidentských voleb za konečné vítězství buržoazie v Německu. Komunistická internacionála ve stejném čase přišla s kritikou KPD nechat Thälmanna znovu kandidovat. Vyčetla německým komunistů, že kvůli jejich rozhodnutí reálně hrozí v Německu monarchistické nebezpečí. Kritizovala jejich lhostejnost v otázce monarchie nebo buržoazní republiky, kde odpor k monarchii by měl být vždy na prvním místě.

#### Říšský blok
Buržoazní příznivci mohli po volbách slavit. Hindenburgovi zorganizovali i několik bohoslužeb. Proběhly četné přehlídky a pochody na oslavu jeho vítězství, a to zejména v provinčních městech. Po takových shromážděních občas docházelo k útokům na místní sociální demokraty. Pravicové noviny přivítaly Hindenburgův úspěch s komentářem, že zástupce německého lidu již není totožný s představitelem listopadové revoluce (předchozí prezident Ebert byl sociální demokrat, který v roce 1918 převzal moc po říšském kancléři Maxmiliánu Badenském). V čele říše byl podle novin vůdce, který vyrostl z prusko-německé historie, ztělesňoval ji a uchovával, ukazoval k lepší budoucnosti.

#### Lidový blok
Logicky zcela opačné nálady panovaly v poraženém táboře Lidového bloku. Tisk přinesl články o porážce republiky a vítězství velkostatkářů a šlechty. Kritizoval voliče, že se nepoučili z minulosti a nechají si opět vládnout stejnými lidmi, pod kterými trpěli před revolucí. Liberální plátky shrnuly situaci, tak, že to byla romantická touha po minulé slávě a velikosti, která umožnila Hindenburgovi vyhrát. Sociální demokraté po volbách zaútočili na komunisty, které obvinili ze zrady republiky. Sociálnědemokratický deník Vorwärts! (německy Před!) dokonce přišel s titulkem: „Hindenburg z Thälmannovy milosti!"

### Následné události
K velkému zklamání monarchistů začal Hindenburg důstojně plnil povinnosti svého úřadu a nevyvinul žádné úsilí k obnovení monarchie. Přísahu výmarské ústavě bral velmi vážně a byl rozhodnut zůstat věrný jejímu obsahu. To mu ale nebránilo ignorovat její demokratický duch a dokud podle prezidentova přesvědčení byly jeho činy v hranicích litery zákona, nezáleželo mu na jejím duchu. Sám si v letech 1925—1930 držel od politického dění v zemi odstup. Osobně neměl o politiku velký zájem. Aktivně se angažoval v pouze ve jednáních o vojenských výdajích a zemědělských dotací pro Junkery (velkostatkáři za Labem ve východním Německu). Například ekonomii nerozuměl a odmítal se jí naučit.